# Bartosz Kowalczyk (lekkoatleta)
Bartosz Kowalczyk (ur. 12 lipca 1992 w Złotowie) – polski lekkoatleta specjalizujący się w biegach długich.
W 2010 reprezentował Polskę na mistrzostwach świata juniorów odpadając w eliminacjach biegu na 1500 metrów. Wicemistrz Europy juniorów w biegu na 5000 metrów z Tallinna (2011). 
Srebrny medalista mistrzostw Polski seniorów w biegu na 5000 metrów (2011). Medalista mistrzostw Polski juniorów oraz ogólnopolskiej olimpiady młodzieży. 

## Osiągnięcia
| Rok  | Impreza                                 | Miejsce | Konkurencja    | Pozycja     | Wynik    |
| ---- | --------------------------------------- | ------- | -------------- | ----------- | -------- |
| 2010 | Mistrzostwa świata juniorów             | Moncton | bieg na 1500 m | eliminacje  | 3:49,15  |
| 2011 | Mistrzostwa Europy juniorów             | Tallinn | bieg na 5000 m | 2. miejsce  | 14:07,17 |
| 2011 | Mistrzostwa Europy w biegach na przełaj | Velenje | bieg juniorów  | 50. miejsce | 18:55    |

## Rekordy życiowe
- bieg na 800 metrów – 1:50,64 (2010)
- bieg na 1500 metrów – 3:43,59 (2011)
- bieg na 3000 metrów – 8:07,12 (2011)
- bieg na 5000 metrów – 14:07,17 (2011)